# Hans Glöckel
Hans Glöckel (* 24. Mai 1928; † 25. Februar 2012 in Nürnberg) war ein deutscher Schulpädagoge und Hochschullehrer.

## Leben und Wirken
Hans Glöckel war Lehrer an Volksschulen, erlangte ein Diplom in Psychologie und war Dozent in der Lehrerbildung und Geschichtsdidaktiker an der Pädagogischen Hochschule Nürnberg. 1964 wurde er zum Dr. phil. promoviert. In seiner Dissertation gab er einen Überblick über den vor allem in den 1930er Jahren verwendeten Begriff „volkstümliche Bildung“, der in den darauffolgenden Jahren nicht mehr verwendet wurde.
1971 wurde er Professor an der Pädagogischen Hochschule Nürnberg; die Professur wurde bei deren Integration 1972 zum Lehrstuhl für Schulpädagogik an der Erziehungswissenschaftlichen Fakultät der Friedrich-Alexander-Universität Erlangen-Nürnberg. 1976/1977 war er Dekan der Erziehungswissenschaftlichen Fakultät. 1996 wurde er emeritiert.
Er gehörte von vor 1979 bis nach 1988 zum Beirat der Monatsschrift Pädagogische Welt.
Hans Glöckel war verheiratet mit Gudrun Glöckel und hatte drei Kinder.

## Auszeichnungen
- Bundesverdienstkreuz
- 1996: Verdienstmedaille „Pro meritis“ des Bayerischen Staatsministeriums für Bildung und Kultus, Wissenschaft und Kunst[7]

## Schriften
- Volkstümliche Bildung? Versuch einer Klärung. Ein Beitrag zum Selbstverständnis der Volksschule. Dissertation. Universität Erlangen 1964. Mit einem Geleitwort von Hans Scheuerl. Beltz, Weinheim/Bergstraße 1964, DNB 451562542.
- Schreiben lernen, Schreiben lehren. Auer, Donauwörth 1967. 3. Auflage 1976, ISBN 978-3-403-00054-9.
- Geschichtsunterricht. Klinkhardt, Bad Heilbrunn 1973. 2. Auflage 1979, ISBN 978-3-7815-0394-6.
- Beiträge zu einer realistischen Schulpädagogik. Auer, Donauwörth 1981, ISBN 978-3-403-01311-2.
- Lehrer, Lehrerin an Grund- und Hauptschulen. Primarstufe und Sekundarstufe I. In: Hochschule. Wissenschaftliche Hochschulen (= Blätter zur Berufskunde. Band 3). 8. Auflage. Bertelsmann, Bielefeld 1983, DNB 840596308.
- (Hrsg.): Vorbereitung des Unterrichts. Klinkhardt, Bad Heilbrunn 1989. 2. Auflage 1992, ISBN 978-3-7815-0715-9.
- Vom Unterricht. Lehrbuch der allgemeinen Didaktik. Klinkhardt, Bad Heilbrunn 1990. 4. Auflage 2003, ISBN 978-3-7815-1254-2 (Klaus Prange: Besprechung. In: Zeitschrift für Pädagogik. 37, 2, 1991, S. 319–322).
- mit Ulrike Goldmann, Eva Matthes, Ulrich Schüler (Hrsg.): Bedeutende Schulpädagogen. Werdegang – Werk – Wirkung auf die Schule von heute (= Beiträge zur Fachdidaktik und Schulpädagogik. Band 5). Klinkhardt, Bad Heilbrunn 1993, ISBN 978-3-7815-0732-6.
- Solide Schularbeit. Praxisnahe Theorie – theoriegeleitete Praxis. Aufsatzsammlung. Klinkhardt, Bad Heilbrunn 1998, ISBN 978-3-7815-0945-0.
- Klassen führen – Konflikte bewältigen. Klinkhardt, Bad Heilbrunn 2000, ISBN 978-3-7815-1120-0.